# Piotr Sobolewski (generał)
Piotr Sobolewski (XIX wiek)) – generał major armii Imperium Rosyjskiego, w 1863 roku przewodniczący komisji śledczej w Wilnie, rozpatrującej sprawy uczestników powstania styczniowego.